# خلف (مياندشت)
خَلَف (بالفارسية: خلف) هي مستوطنة تقع في إيران في قسم مياندشت الريفي (مقاطعة درميان). يقدر عدد سكانها بـ 332 نسمة بحسب إحصاء 2016.سكان هذه القرية مسلمون ويتبعون مذهب أهل السنة والجماعة (الحنفي)، وهم عرب، ويتحدثون باللغة العربية، لكن مع مرور الزمن وتأثير اللغة الفارسية في النصف الثاني من القرن العشرين، نُسيت العديد من المفردات العربية. 